# Loxolophus
Loxolophus és un gènere extint de mamífers arctocions de la família dels arctociònids que tingueren una amplíssima distribució en el Paleocè, fa entre 60,9 i 66 milions d'anys. Se n'han trobat restes a Alemanya, Bèlgica, el Canadà, els Estats Units, França, l'Índia, el Marroc, el Pakistan i la Xina. És un dels gèneres més característics de la seva família. Les espècies d'aquest grup eren mamífers de mida mitjana i estaven dotades de quatre dents premolars. El nom genèric Loxolophus significa ‘cresta esbiaixada’, en referència a l'obliqüitat de les crestes de les dents molars inferiors.